# Andreas Meyer-Lauber

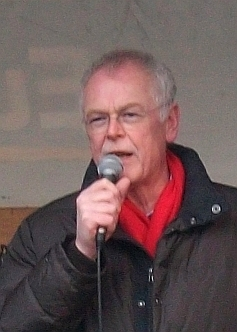
Andreas Meyer-Lauber 2011

Andreas Meyer-Lauber (* 1952 in Ahlen) ist ein deutscher Gewerkschafter. Er war in der Zeit vom 18. September 2010 bis zum 8. Dezember 2017 Vorsitzender des DGB-Landesbezirks Nordrhein-Westfalen. Davor war er seit 2004 Landesvorsitzender der Gewerkschaft Erziehung und Wissenschaft.

## Leben
Meyer-Lauber studierte von 1970 bis 1977 Politikwissenschaften, Germanistik, Pädagogik und Philosophie an der Freien Universität Berlin. Sein zweites Staatsexamen für das Lehramt an Gymnasien legte er 1979 in Minden ab.
Von 1980 bis 1987 war er Lehrer für Sozialwissenschaften und Deutsch an zwei Gymnasien in Iserlohn und dann bis 2004 Lehrer an einer Gesamtschule in Haspe. 
Ab 1984 war er zunächst Mitglied im Bezirkspersonalrat bei der Bezirksregierung Arnsberg und ab 1993 bis 2004 Mitglied des Hauptpersonalrats für Gesamtschulen beim Schulministerium NRW.
Seit Oktober 2010 ist er Mitglied des WDR-Rundfunkrates. Meyer-Lauber ist SPD-Mitglied und wurde von der SPD Nordrhein-Westfalen als Mitglied der 15. Bundesversammlung vorgeschlagen. 
Am 2. Dezember 2016 wählten die Mitglieder des Rundfunkrates Meyer-Lauber von den Mitgliedern des Aufsichtsgremiums zum Vorsitzenden. Damit folgte er auf Ruth Hieronymi, die nicht erneut als Rundfunkratsvorsitzende kandidierte. Er schied mit dem Ende seiner fünfjährigen Amtsperiode (30. November 2021) aus dem Rundfunkrat aus.